# 英屬婆羅洲日佔時期
婆羅洲在太平洋戰爭爆發前被為五個區域。其中位於北方的四個由英國統治：砂拉越、汶萊、納閩和英屬北婆羅洲（今沙巴）。剩餘的大部分南方地區則屬於荷屬東印度（今印尼）的轄區。 
鑑於日本在中國和法屬印度支那的侵略行動，1941年美國和英國開始對日本實施原物料禁運。婆羅洲位於日本通往新加坡、爪哇島、蘇門答臘島、馬來亞和西里伯斯（今蘇拉威西）的主要航道上。由於婆羅洲所蘊藏的石油資源，婆羅洲是日本的主要目標，同時缺乏防守武力。日本當時長期缺乏自然資源，為了加強其在太平洋的勢力，日本需要穩定的補給－－尤其是石油，因此婆羅洲對日本來說走有重要的戰略地位。掌握這些航道，才能有效地保障資源供給。
1941年12月16日，日軍從法屬印度支那的金蘭灣出航，登陸砂拉越美里。1942年1月1日，日本海軍登上納閩，第二天，日軍在北婆羅領地的Menumbok進行登陸。1月8日，日軍在等待增援的同時與哲斯顿的官員就投降問題進行談判了，並在當天佔領了哲斯頓，但日軍直到月底才完全佔領英屬婆羅洲。日本人將婆羅洲北部稱為「北婆罗」，荷蘭統治的南方相鄰區域稱為「南婆罗」，並將納閩島改名為「前田岛」。這是近代史中首次婆羅洲全島統一在單一的政權下。
日軍佔領英屬北婆羅洲長達三年多。這段時間日軍積極地向當地居民推廣皇民化教育，要求土著學習日語和日本文化。日軍將北婆羅洲分為五個州，並建造了許多機場。日軍還在此建立了幾個几个战俘营，盟军士兵和大多数前殖民地官员以及反对日本占领的地下运动成员都被关押其中。与此同时，当地的马来族领袖在日本的监视下維持他們的統治。還有许多外籍勞工被送到该地。
直到1945年底，澳大利亞突擊隊在盟軍（美國）潛艇的協助下被部署到該島上，數千名土著在盟軍Z特遣隊的指揮下进行情报活動與戰鬥训练，他們在婆罗洲戰役中与日軍进行遊擊戰，为盟軍主力登陸的解放任務做準備。1945年6月10日，澳大利亞和美国軍隊在北婆罗洲和納閩登陆，婆羅洲被解放。1945年9月12日，英國軍事政府正式從日軍手中接管該地區。

## 北婆羅洲軍政區劃
在日本統治之下，砂拉越和汶萊被分為三個州：久鎮州（指今古晉）、美里州和志布州（指今詩巫）。英屬北婆羅洲和納閩被分為兩個州：東海州和西海州。共五州十四縣。五個州由帝國陸軍司政官出任州長官，在日軍監控下，地方權力仍掌握在原有地方行政組織上。1943年5月，將爵士頓和山打根分別更名為亞庇和伊羅布拉。
北婆羅洲的統治由第37軍憲兵隊負責，他們直屬於第37軍，擁有近乎無限的權力。經常在任務中任意行使折磨與暴力。
| 州     | 前代行政區劃                                                 | 轄下縣                                           | 州長官     |
| ------ | ------------------------------------------------------------ | ------------------------------------------------ | ---------- |
| 久鎮州 | 砂拉越第一省、第二省 納土納群島（原荷屬） 西婆羅洲（原荷屬） | 久鎮縣、成邦江縣                                 | 德野外次郎 |
| 志布州 | 砂拉越第三省                                                 | 志布縣、民都魯縣                                 | 千田倪次郎 |
| 美里州 | 砂拉越第四省、第五省 汶萊                                    | 美里縣、汶萊鎮縣                                 | 兒玉魯一   |
| 西岸州 | 英屬北婆羅洲西岸 納閩                                        | 亞庇縣、保佛縣（包含納閩）、古打毛律縣、根地咬縣 | 村上義正   |
| 東岸州 | 英屬北婆羅洲東岸                                             | 斗湖縣、伊羅布拉縣、拿篤縣、必魯蘭縣             | 隈部種樹   |

## 軍事設施
日軍利用戰俘和徵招而來的勞工建設不少軍用飛行場，這些飛行場包括山打根、汶萊和兰瑙。古晉飛行場在日軍占領之前就已經存在了，日軍進一步改善了該飛行場。
在雷伊泰灣海戰中，日本帝國海軍將汶萊港當作燃油補給點與集結待命區。

## 戰俘收容所

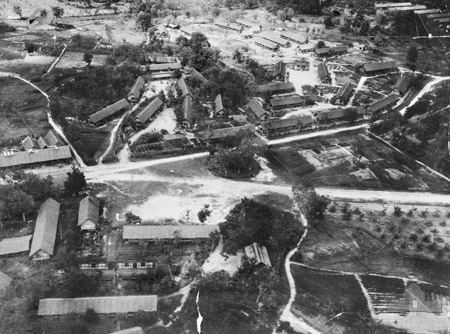
位於古晉的巴都林當收容所（现址于战后被拆除，现为“巴都林当师范学院”）

日軍的主要戰俘收容所位於古晉、納閩、兰瑙和山打根，外加位於其他區域的小型收容所。巴都林當收容所主要關著戰俘和當地囚犯。1945年9月11日，由澳軍准將湯姆·伊斯提克指揮的澳洲第九步兵師解放了巴都林當收容所。
在盟軍入侵之前，日軍就已經關閉了山打根收容所。收容所的囚犯大多死於從山打根到兰瑙的死亡行軍中，行軍中只有六個人成功脫逃並存活下來。一般認為，日軍在山打根收容所囚禁了大約4660名囚犯和戰俘，戰爭結束的時候，其中只有1387人活下來。

## 宣傳與皇民化

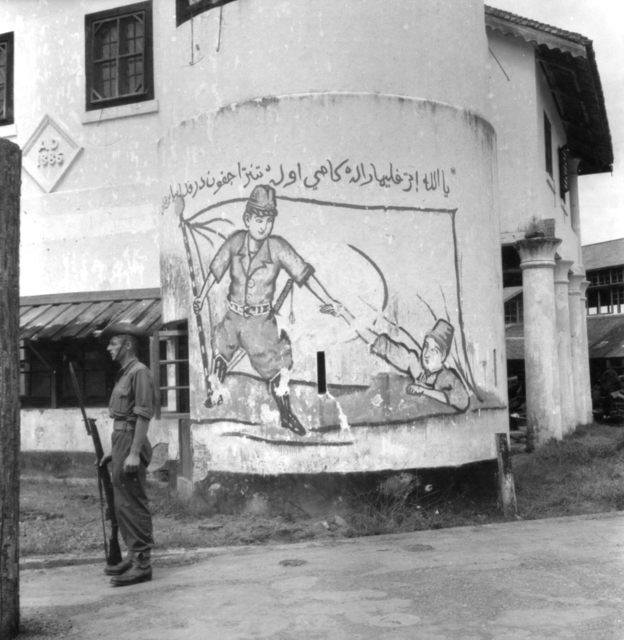
在澳軍佔領砂拉越古晉後發現的爪夷文日本宣傳海報。

東京的報社朝日新聞社和大阪的報社每日新聞開始在馬來半島、婆羅洲和西里伯斯發行。他們同時幫日本政府進行宣傳活動。隨著軍事佔領開始，日本人開始著手同化當地人。「亞洲人的亞洲」、「日本乃亞洲之光」等概念在婆羅洲被大量宣傳。
作為皇民化的一環，學生和成人被要求學習日語。學生必須穿制服與繡有藍色櫻花標誌徽章的帽子，升上高年級後，帽子的徽章會改為紅色櫻花標誌。每天早上學生必須要唱日本國歌，在進教室前必須在校園向日本國旗敬禮。這些措施是為了讓當地人的思維、認同與舉止更接近「日本化的東亞民族」。對於土著民族與華人移民的措施則有所不同。
佔領當局也試著透過要求當地政府官員參加日語夜校，在教育中灌輸反西方情緒。與北婆羅洲、砂拉越等過去由英國官員統治的區域不同，日本人允許汶萊蘇丹阿默丹·祖丁在君主年俸絲毫不減的情況下繼續在位。馬來人官員也大多繼續留任。

## 佔領帶來的影響

### 經濟
1941年12月26日，佔領軍政府重新運作政府機構後，日系公司開始進駐北婆羅洲，並獲得販售基本商品的獨佔權。1942年年初，横浜正金銀行利用原渣打銀行建築物在古晉開了第一間分行。南方開發金庫也於北婆羅洲設立的分行，監督北婆羅洲的投資。東京海上火災與三菱海上火災兩家日本保險公司（兩家皆是今日東京海上日動火災保險公司的前身）也隨之開設。
所有的汽車都被日本運輸株式會社徵收，被徵收者只獲得微薄的補償。日本人透過食物與薪水來徵招勞工建設飛行場，同時也強迫被拘留者無償進行勞動。日本奪取北婆羅洲的原料，就如同日本在其他東南亞地區所進行的行動。

## 出處
- Braithwaite, John. . Cambridge University Press. 1989. ISBN 978-0-521-35668-8.
- Jude, Marcel. . The Borneo Post. PressReader. 2016  [2018-05-16]. （原始内容存档于2021-02-28）.
- Ooi, Keat Gin. . Palgrave Macmillan UK. 1999. ISBN 978-1-349-27300-3.
- Ham, Paul. . Transworld. 2013. ISBN 978-1-4481-2626-2.
- Tan, Gabriel. . The Borneo Post. 2011. （原始内容存档于4 August 2017）.
- de Matos, Christine; Caprio, M. . Palgrave Macmillan UK. 2015. ISBN 978-1-137-40811-2.
- Saunders, Graham. . Routledge. 2013. ISBN 978-1-136-87394-2.